# Хвалім
Хвалім (пол. Chwalim, нім. Altreben) — село в Польщі, у гміні Карґова Зеленогурського повіту Любуського воєводства.
Населення — 405 осіб (2011).
У 1975-1998 роках село належало до Зеленогурського воєводства.

## Демографія
Демографічна структура станом на 31 березня 2011 року:
|          | Загалом | Допрацездатний вік | Працездатний вік | Постпрацездатний вік |
| -------- | ------- | ------------------ | ---------------- | -------------------- |
| Чоловіки | 193     | 40                 | 143              | 10                   |
| Жінки    | 212     | 47                 | 117              | 48                   |
| Разом    | 405     | 87                 | 260              | 58                   |